# Seyran Ohanyan
Seyran Ohanyan (in armeno Սեյրան Օհանյան?; Shushi, 1º luglio 1962) è un generale armeno.
È un alto ufficiale militare armeno ed ex comandante dell'Esercito di difesa del Nagorno Karabakh (Artsach) e in quanto tale anche ministro della Difesa della repubblica. Ha successivamente ricoperto l'incarico di ministro della difesa dell'Armenia.

## Biografia
Nel 1979, ha completato il liceo nel villaggio di Mrgashen, nella provincia di Kotayk' nella Repubblica Socialista Sovietica Armena.
Ha quindi frequentato l'Alta scuola Comando di Baku e lì completato i suoi studi nel 1983. In seguito prestò servizio con il gruppo delle forze sovietiche in Germania, come comandante di plotone e, dal marzo 1987, come comandante di compagnia. Nel giugno 1988 fu trasferito alla 23ª divisione fucilieri motorizzati del distretto militare Transacaucasico con sede a Kirovabad, in Azerbaigian, e fu nominato comandante della compagnia del 366º reggimento fucilieri motorizzati con base a Stepanakert; in seguito divenne in tale reggimento vice comandante di battaglione nell'agosto 1989 e 2º comandante di battaglione nel settembre 1990.
Dopo la caduta dell'Unione Sovietica, il 366º reggimento fu ritirato da Stepanakert nel marzo 1992 e Ohanyan si unì all'esercito di nuova formazione del Nagorno Karabakh, svolgendo un ruolo importante nella prima guerra del Nagorno Karabakh contro l'Azerbaigian. Fu gravemente ferito in azione nei pressi di Chldran, nel distretto di Mardakert nel settembre 1992, riportando l'amputazione di una gamba (di qui il soprannome popolare di 'piede di legno'). Terminata la convalescenza, Ohanyan si unì nuovamente ai militari. Dopo la guerra, è stato vice comandante dell'esercito di difesa del Nagorno Karabakh dal 1994 al 1998, comandante del 5º Corpo di armata dell'Armenia dal 1998 al 1999 e ministro della difesa della Repubblica del Nagorno Karabakh dal 1999 al 2007. Ohanyan è stato promosso al grado di maggiore generale nel 1995, Tenente Generale nel 2000 e colonnello generale nel 2007.
Nel maggio 2007, Ohanyan è stato nominato capo di stato maggiore delle forze armate armene e primo viceministro della difesa dell'Armenia. Dopo che Serzh Sargsyan è entrato in carica come presidente della Repubblica, Ohanyan fu nominato ministro della difesa il 14 aprile 2008, incarico retto fino ad ottobre 2016.
È sposato e ha tre figli e una figlia.

## Cronologia principali incarichi
- Ministro della difesa dell'Artsakh: agosto 1999 - 11 maggio 2007
- Capo di Stato maggiore delle Forze armate dell'Armenia: 11 maggio 2007 - 14 aprile 2008
- Ministro della difesa dell'Armenia: 14 aprile 2008 - 3 ottobre 2016

## Riconoscimenti
- Eroe dell'Artsakh (2 settembre 2002)
- Ordine della croce di combattimento, 1º grado
- Medaglia "Per la liberazione di Shushi"
- Ordine della croce di combattimento, 1º grado
- Medaglia "Drastamat Kanayan"
- Ordine di Tigran il Grande
- Medaglia "Maresciallo Baghramyan"
- Medaglia "Per servizio alla patria"
- Medaglia "Per distinzione nel servizio"
- Medaglia "Per impeccabile servizio", 3º grado
- Medaglia per il giubileo dei 70 anni delle forze armate dell'Unione Sovietica
- Ordine di Žukov